# Lymantria lygaea
Lymantria lygaea este o specie de molii din genul Lymantria, familia Lymantriidae, descrisă de Bethune-baker 1908 Conform Catalogue of Life specia Lymantria lygaea nu are subspecii cunoscute.